# Joseph Kargé
Joseph Kargé est un général américain de l'Union et un professeur. Il est né le 4 juillet 1823 à Poznań, en Pologne et est mort le 27 décembre 1892 à New York. Il est inhumé au cimetière de Princeton, dans le New Jersey. Il est l'époux de Maria Williams dont il a 2 enfants.

## Avant la guerre
Au moment de sa naissance, la ville de Poznań est sous domination prussienne et Joseph Kargé devient officier dans la cavalerie prussienne. Anarchiste, il fuit son pays natal car il est recherché pour ses actions subversives. Il débarque donc aux États-Unis en 1851 et est naturalisé américain en 1856. Il devient professeur à Danbury, dans le Connecticut avant de fonder sa propre école à New York.

## Pendant la guerre
Après la proclamation de la guerre, il offre ses services et est enrôlé, comme lieutenant-colonel, dans le 1er régiment de cavalerie du New Jersey où il forme, avec succès, les hommes. Le 20 août 1862, alors qu'il protège la retraite du général John Pope par le Rapidan, il est sévèrement blessé à la jambe.
Alors qu'il passe sa convalescence chez lui, il est recruté par le 2ème régiment de cavalerie du New Jersey. Il en assure le commandement, puis celui d'une brigade de l'armée du général Benjamin Grierson lors de raids à travers le Tennessee et l'Alabama.
Il est breveté général de brigade le 13 mars 1865.

## Après la guerre
De juin 1867 à décembre 1870, il est assigné au 8ème de cavalerie avec le commandement du camp Winfield Scott dans le Nevada.
En janvier 1871, il rejoint l'université de Princeton où il enseigne les langues jusqu'à sa mort, soit pendant plus de 20 ans.

## Sources
- Notices d'autorité :   - VIAF
  - ISNI
  - LCCN
  - Pologne
  - NUKAT
  - WorldCat
- https://www.findagrave.com (en)
- https://www.poles.org (en)
- David & John Eicher, "Civil War High Commands", Stanford University Press, 2002, p° 327 (en)
- Maxine N. Lurie & Marc Mappen, "Encyclopedia of New Jersey, édition illustrée", Rutgers University Press, 2004, p° 435 (en)